# Неравенство Бишопа — Громова
Неравенство Бишопа — Громова — теорема сравнения в римановой геометрии.
Является ключевым утверждением в доказательстве теоремы Громова о компактности.
Неравенство названо в честь Ричарда Бишопа и Михаила Громова. 

## Формулировка
Пусть {\displaystyle M} — полное n-мерное риманово многообразие с ограниченной снизу кривизной Риччи, то есть
{\displaystyle \mathrm {Ric} \geqslant (n-1)K}
для постоянной {\displaystyle K\in \mathbb {R} }.
Обозначим через {\displaystyle B(p,r)_{M}} шар радиуса r вокруг точки p, определенный по отношению к римановой функции расстояния.
Пусть {\displaystyle \mathbb {M} ^{n}(K)} обозначает n-мерное модельное пространство.
То есть {\displaystyle \mathbb {M} ^{n}(K)} — полное n-мерное односвязное пространство постоянной секционной кривизны {\displaystyle K}.
Таким образом,
- {\displaystyle \mathbb {M} ^{n}(K)} является n-сферой радиуса {\displaystyle 1/{\sqrt {K}}}, если {\displaystyle K>0}, или
- n-мерным евклидовым пространством, если {\displaystyle K=0}, или
- пространством Лобачевского с кривизной {\displaystyle K<0}.

Тогда для любых {\displaystyle p\in M} и {\displaystyle {\tilde {p}}\in \mathbb {M} ^{n}(K)} функция
{\displaystyle \phi (r)={\frac {\operatorname {Vol} B(p,r)_{M}}{\operatorname {Vol} B({\tilde {p}},r)_{\mathbb {M} ^{n}(K)}}}}
не возрастает в интервале {\displaystyle (0,\infty )}.

### Замечания
- При {\displaystyle K=0} неравенство можно записать следующим образом
{\displaystyle \operatorname {Vol} B(p,\lambda \cdot r)_{M}\leqslant \lambda ^{n}\cdot \operatorname {Vol} B(p,r)_{M}}

при {\displaystyle \lambda \geqslant 1}.
- Если r стремится к нулю, то соотношение приближается к единице, так что вместе с монотонностью это означает, что
{\displaystyle \operatorname {Vol} B(p,r)_{M}\leqslant \operatorname {Vol} B({\tilde {p}},r)_{\mathbb {M} ^{n}(K)}.}

Это неравенство иногда называется неравенством Бишопа; оно было доказано Бишопом.